# Olga Mostepanova
Olga Mostepanova, née le 3 janvier 1970 à Moscou (RSFS de Russie), est une gymnaste artistique soviétique. 

## Palmarès

### Championnats du monde
- Budapest 1983
  -  médaille d'or au concours par équipes
  -  médaille d'or à la poutre
  -  médaille d'argent au concours général individuel
  -  médaille d'argent au sol

- Montréal 1985
  -  médaille d'or au concours par équipes